# El Haouaria
El Haouaria ist eine Stadt mit etwa 15.000 und eine Delegation mit etwa 42.000 Einwohnern im Gouvernement Nabeul auf der Halbinsel Cap Bon im Nordosten von Tunesien.

## Lage
El Haouaria liegt ca. 4 km von der Spitze des Cap Bon entfernt in einer Höhe von ca. 100 m ü. d. M. Bis nach Tunis sind es etwa 110 km (Fahrtstrecke).

## Wirtschaft
Im Hinterland der Stadt wird Landwirtschaft betrieben (Zitrusfrüchte, Gemüse etc.). Seit den 1970er Jahren spielt der Tourismus eine für den Ort immer wichtiger werdende Rolle.

## Falknerei
El Haouaria ist bekannt für die Zucht von Raubvögeln, vor allem für die Kunst der Falknerei. Jedes Jahr findet das so genannte „Falkenfest“ statt, das sogar Scheichs aus den Emiraten anlockt, die sich das Schauspiel anschauen und meist einen der Falken kaufen. Am Ortseingang von El Haouaria steht ein Monument mit der Bronzefigur eines Wanderfalken.